# Monti Wuyi
I Monti Wuyi (in cinese: 武夷山, Wǔyí Shān) sono una catena montuosa che si trova sul confine fra le province di Fujian e Jiangxi, in Cina, 200 chilometri a nordovest di Fuzhou. Si estendono su una superficie di 60 km². Dal 1987 è riserva della biosfera. Nel 1999 la catena montuosa è stata inserita nell'elenco dei Patrimoni dell'umanità dell'UNESCO: rappresenta la zona con la più alta biodiversità della Cina sud-orientale. L'area sottoposta a vincolo dall'UNESCO è ampia 1 000 km² ed ha una zona cuscinetto di altri 280 chilometri quadrati.

## Geologia
Questa regione ha un passato caratterizzato da un'alta attività vulcanica e dalla formazione di numerose strutture di faglia, sottoposte poi all'erosione del tempo. Il paesaggio consiste prevalentemente di vallate in cui scorrono impetuosi fiumi, alti picchi e un notevole sistema di caverne. Nella parte occidentale della catena montuosa le vette sono di origine vulcanica, mentre nella parte orientale i rilievi sono di arenaria rossa, con vette a cupola. La cima più elevata è rappresentata dal Monte Huanggang, alto 2 158 metri.

## Clima

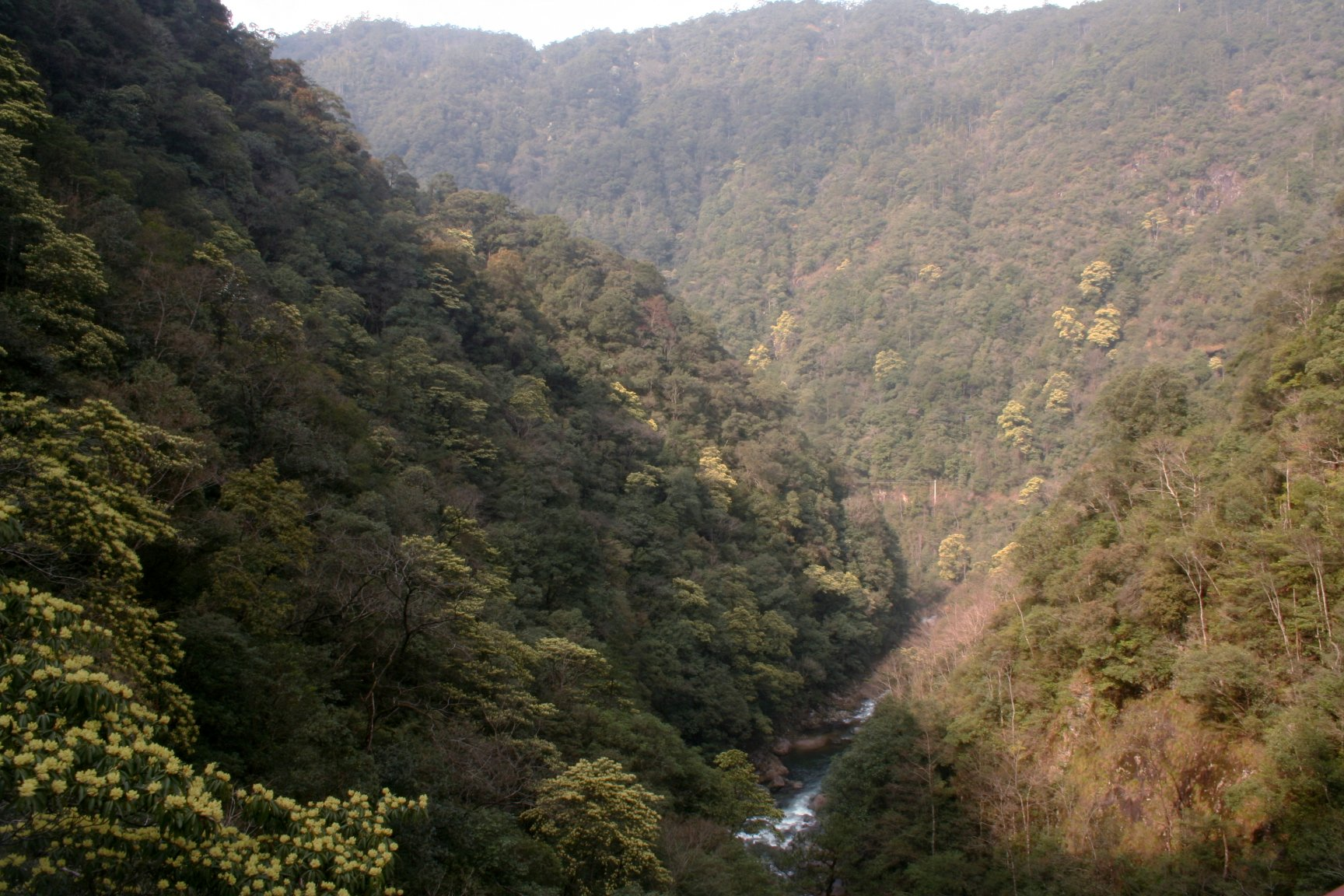
Una foresta dei monti Wuyi

I monti Wuyi agiscono come una vera e propria barriera protettiva contro l'afflusso di aria fredda da nordovest, trattenendo l'aria umida che viene dal mare. Come risultato, il clima della regione è umido e altamente piovoso, con medie che vanno da 2.200 millimetri nella parte sudovest a 3.200 millimetri nella parte nord. La temperatura media oscilla fra i 12 e i 18 gradi e spesso intorno ai monti si ha la formazione di nebbie.

## Biodiversità

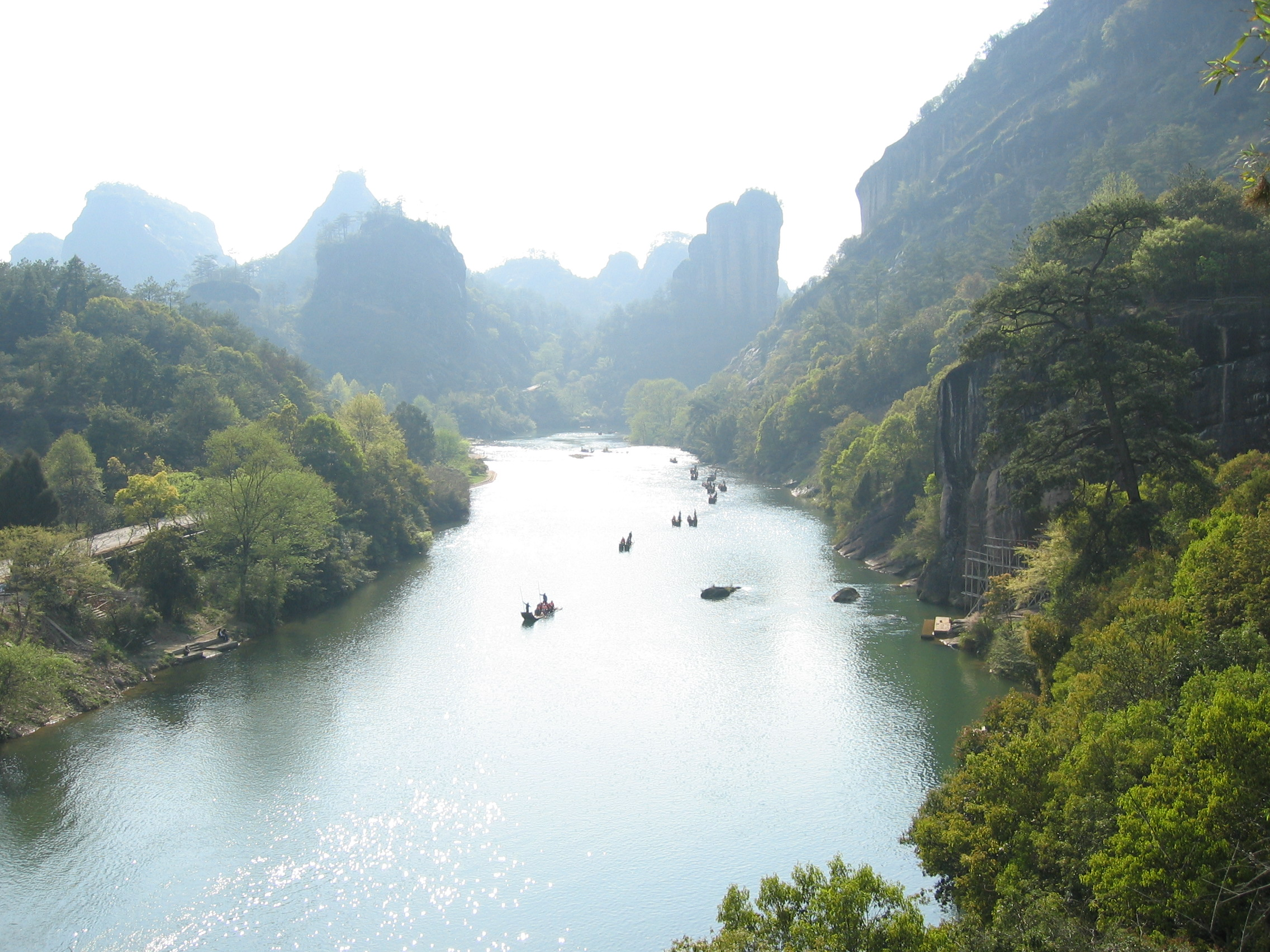
Un'altra immagine del fiume delle nove anse

I monti Wuyi sono il più grande esempio di foresta subtropicale e foresta pluviale che ci sia in Cina. La sua ecologia ha origine oltre 3 milioni di anni fa, prima dell'ultima glaciazione, ed è stata studiata dai biologi fin dal 1873. La vegetazione dipende fortemente dall'altitudine (che varia fra i 200 e gli oltre 2.000 metri) e si divide in 11 categorie, dalla foresta di conifere ai prati alpini. Qui si trovano oltre 3.700 specie di piante e funghi, le più comuni delle quali sono: faggi, lauri, camelie, magnolie, elaeocarpaceae e amamelidi.
La fauna ha un'elevatissima biodiversità, comprendendo anche molte specie rare o endemiche di questa zona. In tutto sono state catalogate circa 5.000 specie animali nei monti Wuyi, di cui 4.635 insetti e 475 vertebrati. Di questi ultimi, 70 sono mammiferi, oltre 250 uccelli, 70 rettili, 35 anfibi e 40 pesci. 49 specie di vertebrati sono endemici della Cina e 3 sono endemici dei monti Wuyi.

## Storia
Scavi archeologici hanno evidenziato come i monti fossero abitati dall'uomo già 4.000 anni fa. Durante la Dinastia Han occidentale, l'antica città di Chengcun era la capitale del regno Minyue. Nel VII secolo venne costruito il palazzo Wuyi affinché gli imperatori potessero compiervi sacrifici, un sito ancor oggi visitabile. Sui monti sono poi stati trovati i resti di circa un centinaio di templi e monasteri buddhisti e taoisti, risalenti alle dinastie Song e Qin. A partire dall'XI secolo l'area fu la culla per lo sviluppo del Neoconfucianesimo.